# Parrocchia di Fässberg

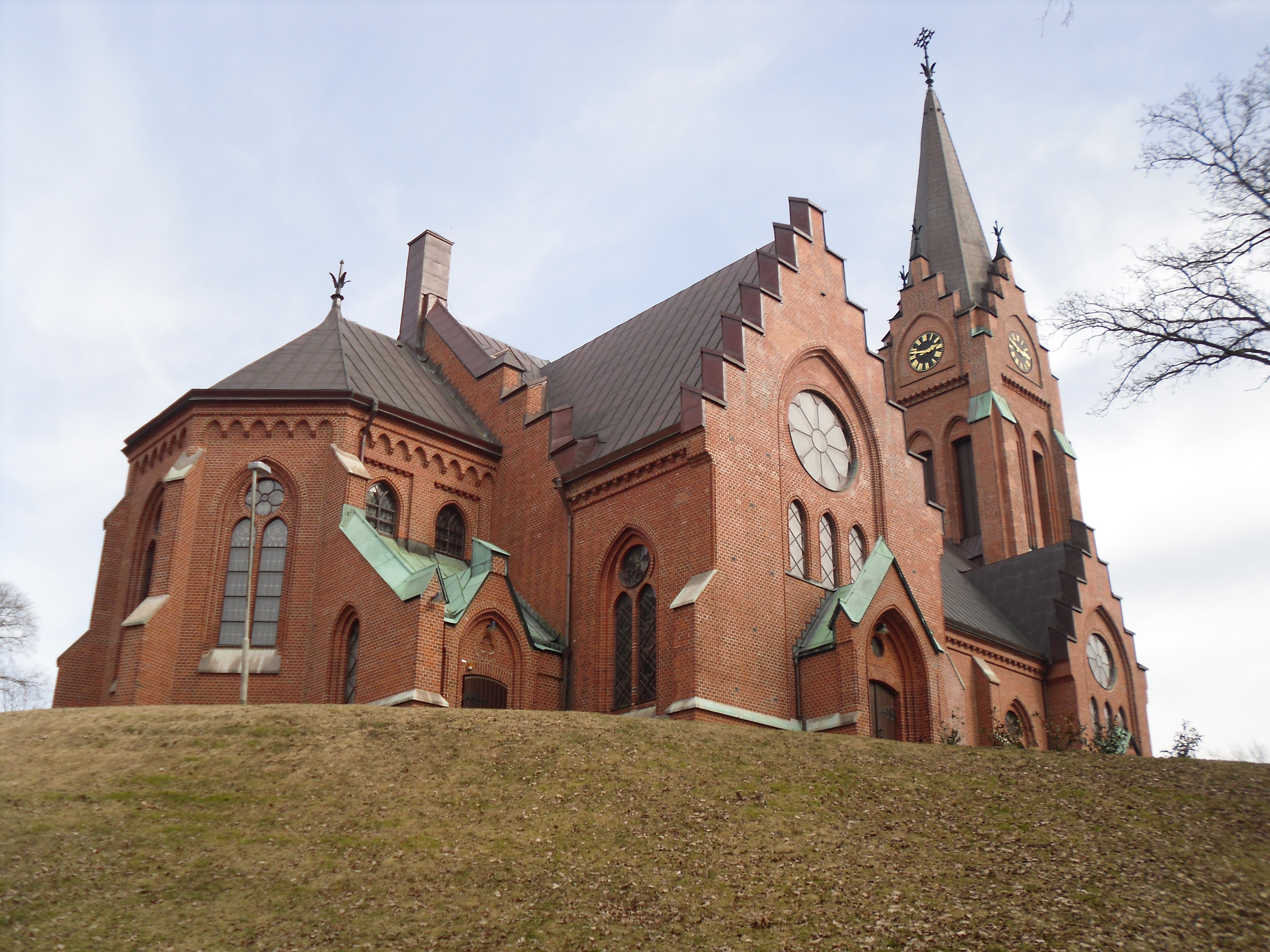
Chiesa di Fässberg, Mölndal, Svezia

La parrocchia di Fässberg è una parrocchia della diocesi di Göteborg in Svezia che copre la maggior parte della città di Mölndal.

## Storia amministrativa
La parrocchia ha origini medievali. Dal 1922 al 1977 si è chiamata parrocchia di Mölndal.
Nel 1977 la parrocchia fu smembrata ed una parte di essa andò a costituire la parrocchia di Stensjön.
Il 1º gennaio 1992 un'area con 48 persone è stata trasferita dalla parrocchia di Fässberg alla parrocchia di Råda e dal comune di Mölndal al comune di Härryda.
Durante il Medioevo la parrocchia fu probabilmente parrocchia madre per le parrocchie di Fässberg, Råda e Kållered e poi fino al 1º maggio 1879 fu parrocchia madre per le parrocchie di Fässberg, Askim, Frölunda, Råda e Kållered.
Dal 1º maggio 1879 al 1977 è stata la parrocchia madre per il pastorato di Fässberg/Mölndal, e Kållered che fino al 1962 comprendeva anche la parrocchia di Råda.
La parrocchia ha poi costituito dal 1977 al 2014 un proprio pastorato.
Dal 2014 la parrocchia fa parte del pastorato di Mölndal.